# Предкордилери
Предкордилерите (на испански: Precordillera) е планинска система, съставена от нагънато-блокови хребети и масиви в западната част на Аржентина в провинции Ла Риопа, Сан Хуан и Мендоса. Разположени са между 29° ю.ш. на север и 33° ю.ш. на юг, 68° з.д. на изток и Главните Кордилери на Андите на запад. Максималната им височина е до 5000 m. Състоят се от отделни хребети и масиви, разделени от дълбоки падини. Климатът е тропичен и субтропичен, засушлив. По източните им склонове виреят ксерофилни гори, заравнените билни гърбици са заети от сухи степи, а западните склонове – от сухолюбиви храсталаци. В падините се развива поливно земеделие, като се отглеждат предимно плодове и лозя.